# Convenció supletòria sobre l'abolició de l'esclavitud de 1956
La Convenció supletòria sobre l'abolició de l'esclavitud de 1956 (en anglès: Supplementary Convention on the Abolition of Slavery), títol oficial de la qual és Convenció supletòria sobre l'abolició de l'esclavitud, el comerç d'esclaus i de les institucions i pràctiques similars a l'esclavitud (en anglès: Supplementary Convention on the Abolition of Slavery, the Slave Trade, and Institutions and Practices Similar to Slavery), és un tractat de 1956 de les Nacions Unides que es basa en la Convenció sobre l'esclavitud de 1926, encara vigent i operatiu, i que proposa l'abolició de l'esclavitud i el comerç d'esclaus, i en la Convenció sobre el treball forçat de 1930, que prohibia el treball forçat o obligat, prohibint el treball per deutes, l'existència de serfs, el matrimoni infantil, el matrimoni servil i la servitud infantil.

## Sumari dels articles clau
- Article 1 - Les parts es comprometen a abolir i abandonar el treball per deutes, la servitud, el matrimoni servil i la servitud infantil.
- Article 2 - Les parts es comprometen a establir una edat mínima pel matrimoni, encoratjar el registre dels matrimonis, i a encoratjar la declaració pública del consentiment del matrimoni.
- Article 3 - Criminalització del tràfic d'esclaus.
- Article 4 - Els esclaus fugitius que arribin a vaixells amb bandera de les parts han d'assolir la llibertat ipso facto.
- Article 5 - Criminalització de la marcació (inclosa la mutilació i la cremació) d'esclaus i persones servils.
- Article 6 - Criminalització de l'esclavització d'altres persones.
- Article 7 - Definicions de les paraules "esclau", "persona amb estatus de serf" i "comerç d'esclaus"
- Article 9 - No es fan exempcions en aquesta Convenció.
- Article 12 - Aquesta Convenció s'ha d'aplicar a tots els territoris de les Nacions Unides, colònies i altres territoris no metropolitans als quals qualsevol estat part en sigui responsable.